# Carnaval de Humahuaca
El Carnaval de Humahuaca es una celebración popular, que se realiza al comienzo de la Cuaresma (40 días antes de Semana Santa), en la zona de la Quebrada de Humahuaca, provincia de Jujuy, Argentina. 
Introducido por los españoles durante el período en que conquistaron parte de América, el carnaval se fusionó con rituales indígenas destinados a celebrar la fecundidad de la tierra y a honrar a la deidad de la Madre Tierra, la Pachamama, por los bienes recibidos. Se trata de una versión breve y adaptada de la festividad inca del Kapaj Inti Rami, que se iniciaba en diciembre y finalizaba en marzo, en la cual se bebía, cantaba, comía y bailaba hasta el paroxismo.

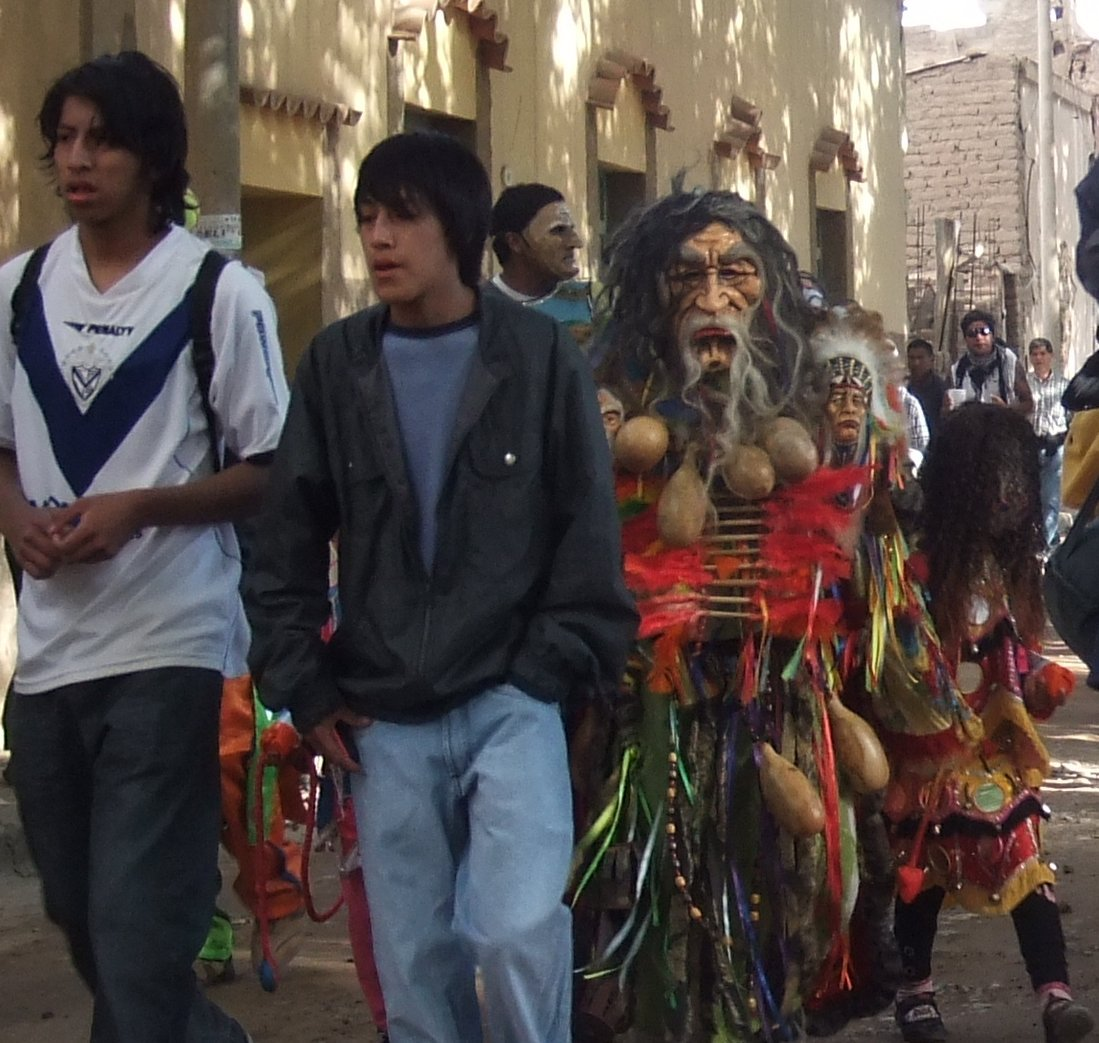
Carnaval de Humahuaca.

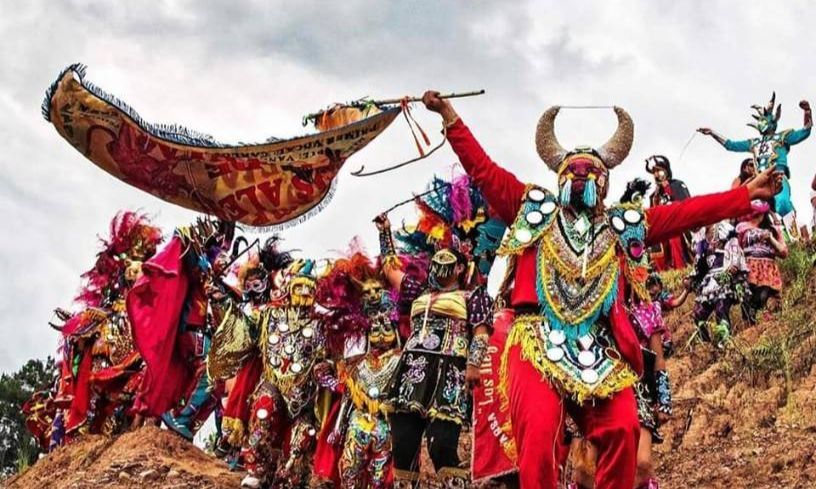

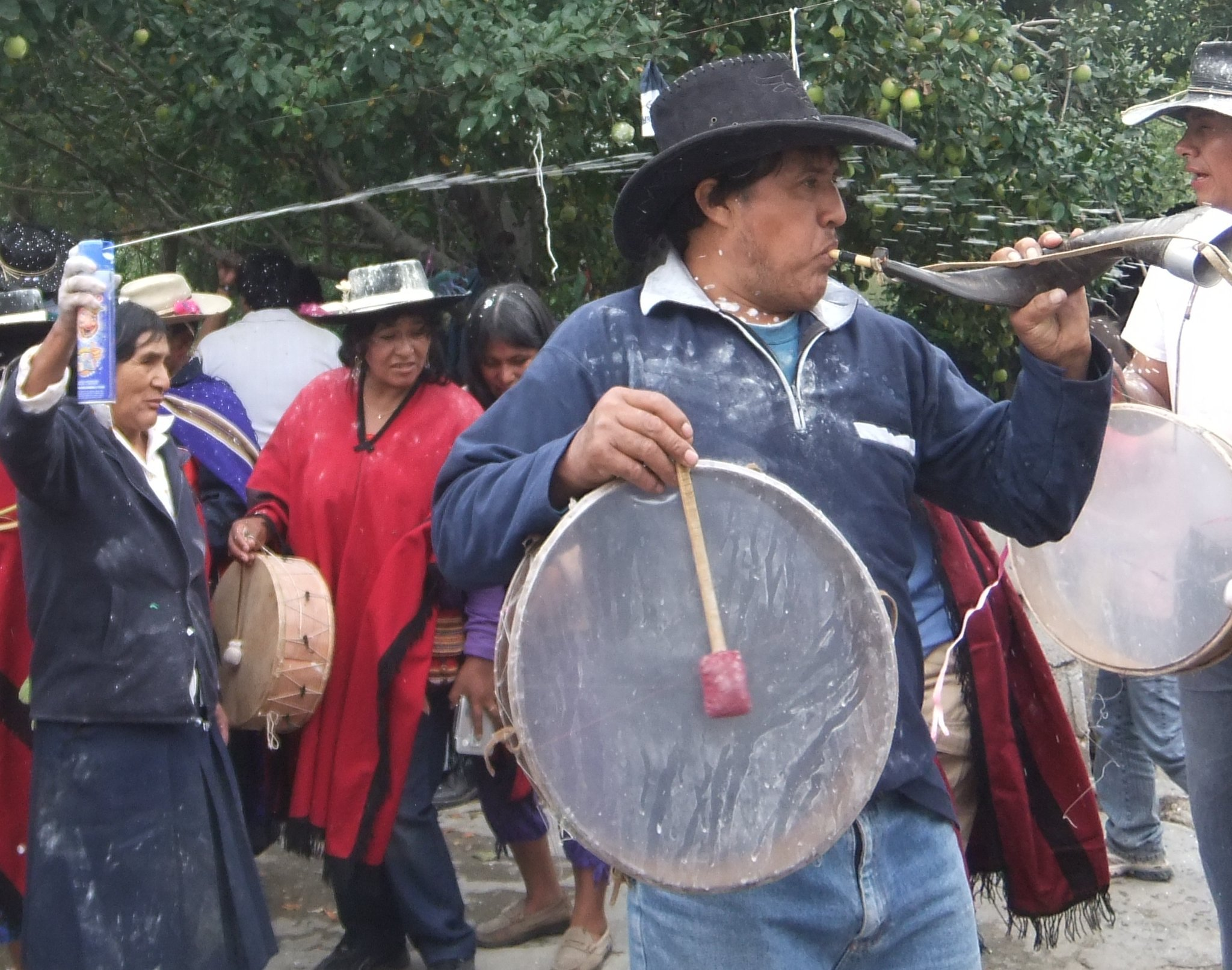
Copleros celebran el carnaval en Bárcena, quebrada de Humahuaca.

El festejo se inicia en cada comunidad con el desentierro del diablo, llamado Coludo o Pujllay, que simboliza la celebración, de una apacheta de piedras, representado por un muñeco de trapo que fue enterrado en el final del último carnaval. Los deseos reprimidos se liberan y durante el festejo se permite embriagarse sin recato, los preceptos morales son dejados de lado. La iglesia católica se ha visto obligada con el correr del tiempo a participar de los festejos "paganos".
Hay baile y música interpretada con instrumentos autóctonos como los erkenchos, las anatas, los charangos y bombos. Los habitantes se visten con trajes coloridos utilizando cascabeles y máscaras para disfrazarse; se divierten impregnándose la cara con harina y tirándose con talco y serpentinas mientras reparten ramitas de albahaca.
La tradición tiene reminiscencias indígenas, españolas y criollas. Además, por ser la Quebrada de Humahuaca paso obligado hacia el Perú y Bolivia, actualmente ha asimilado la música y algunas características de esos países, aunque al haber sido parte del Imperio Inca, la mayoría de las semejanzas tiene origen en ese período. 
Los dos jueves anteriores al carnaval los compadres se reúnen para celebrar el reencuentro, y al jueves siguiente llega el turno de las comadres, quienes se entretienen en divertidas copleadas relatando lo que les ocurrió a lo largo del año. Para acompañar su canto, utilizan la caja que es un instrumento percusivo. Por lo general, la confección de sus parches es realizada con cuero de oveja que brinda mayor amplitud de sonido. El sábado de carnaval se juntan las comparsas.
Dura nueve días. Inicia con el sábado con el desentierro del carnaval donde se chaya el mojón y se desentierra el diablo. El mismo día, se recorren las calles cantando y bailando al son de la música emitida por las agrupaciones musicales que ejecutan instrumentos de viento metal como el saxo o la trompeta. Las comparsas concurren a las invitaciones, bailando carnavalitos por las calles y a la noche se baila en los locales. El festejo termina el "Domingo de Tentación", con el "entierro" del Diablo, en un hoyo que representa la boca de la Pachamama, junto a cigarrillos, coca, serpentinas y chicha. Se prueban entonces platos típicos como empanadas, corderos, queso de cabra y bebiendo, entre otras cosas, chicha y entre lamentos se reza para que haya nuevamente diversión al año siguiente.
En la ciudad de Humahuaca es donde este carnaval alcanza su máximo fervor. De allí surgió la costumbre de disfrazarse de diablitos (Comparsa La Juventud Alegre de Humahuaca” .En los primeros meses del año 1922, fue motivado por preservar las tradiciones y fortalecer la cultura de la comunidad de Humahuaca,. Y por consiguiente se destaca que cada comparsa mantiene una tradición diferente.
Música en la Quebrada
La música es central en el desarrollo de las festividades realizadas en la Quebrada, juega un rol importante porque se vincula al ciclo de la agricultura y la ganadería. También, se asocia al “tiempo de verano” y al “tiempo de invierno”, dos periodos relacionados con la ausencia y presencia de lluvias. Las festividades son hitos que organizan ambos periodos siendo el primero, el tiempo de verano, el que inicia con la celebración de la Pachamama en el mes de agosto y culmina con el entierro del Carnaval. El segundo, el tiempo de invierno se inicia con el entierro del Carnaval y finaliza con la celebración de Todos Santos. En las festividades, se utilizan instrumentos que facultan la fertilidad de la tierra y del ganado. Es así como surgen las “músicas para adorar” donde cada instrumento tiene un momento particular para la ejecución. No hacerlo en el tiempo justo implicaría una transgresión y un desorden en la organización del mundo bajo la cosmovisión andina. A pesar de ello, en la actualidad, se observa la diversidad instrumental en cualquier época del año y a la vez, una ejecución instrumental variada y sin distinción de género. 
De modo tradicional, se piensa que en el tiempo de verano se ejecuta el erkencho y en el tiempo de invierno, la corneta es el instrumento más utilizado. Esto se debe a la relación con las divinidades de la tierra y las fuerzas invisibles ligadas a la fertilidad agropecuaria y la creación musical durante el tiempo de verano. Por el contrario, en el tiempo de invierno, la música se relaciona con la creencia cristiana o el pedido de conservación de la salud. 
La función participativa de la música permite la identificación de las “músicas para bailar o para la diversión” compuesta por una variedad de sonoridades que incluyen espacios festivos. La música folklórica que agrupa zambas, chacareras y gatos, es un ejemplo de la actividad gauchesca. Por otro lado, la música boliviana se hace evidente en las sayas caporales, tinkus, las bandas de metales callejeras que interpretan repertorios de música andina y acompañan a las comparsas durante el Carnaval. En menor grado están presentes el rock anglosajón o nacional y la música disco y los covers que son ejecutados en los bailes desarrollados en los locales bailables de las comparsas. En esta época, también se puede escuchar una variedad en los géneros musicales procedentes de las fusiones realizadas por las bandas locales. De este modo, es universo musical se compone de gustos que van desde la cumbia andina, la cumbia jujeña conocida como “jujeñazo” hasta el género urbano más escuchado.  

## Notas

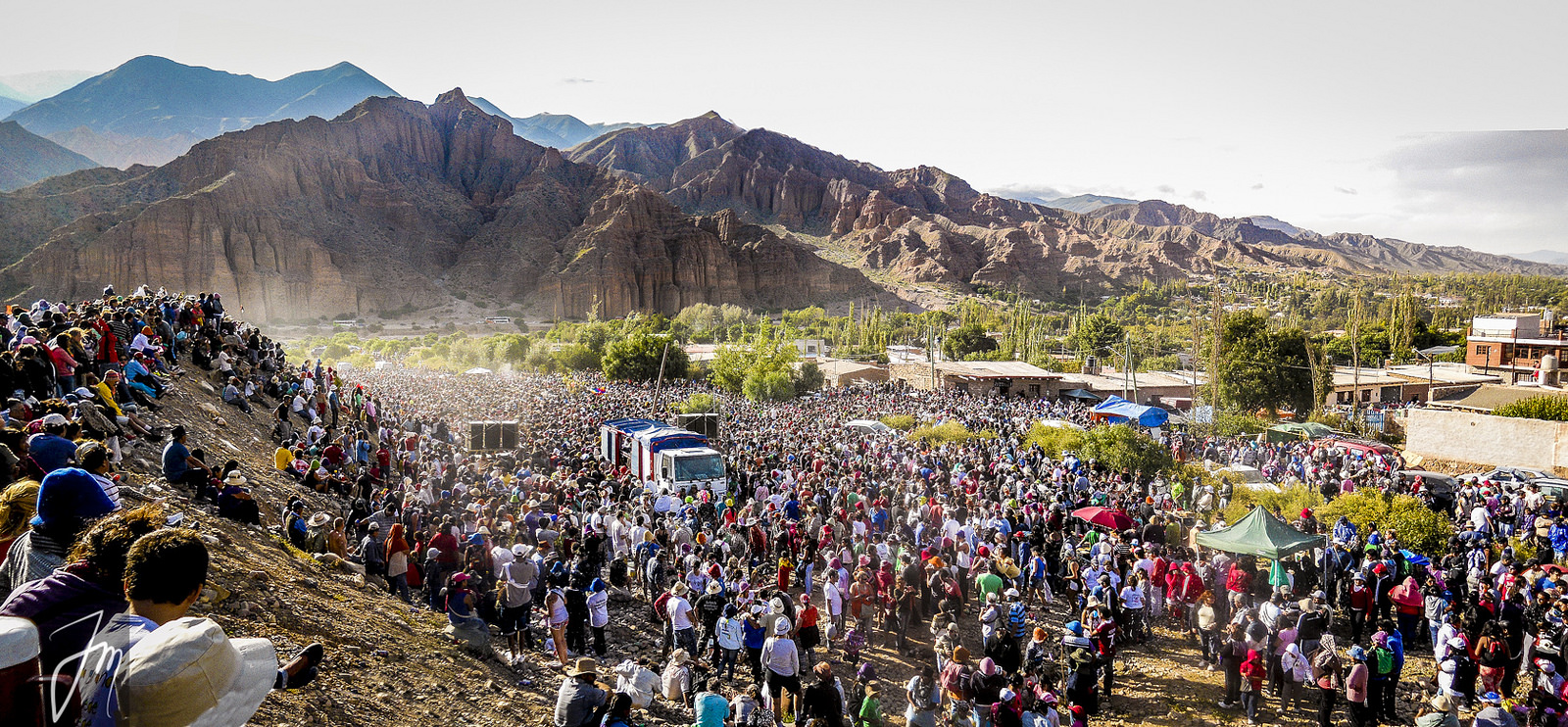
Una multitud festejando el carnaval en un mojón de Tilcara